# Amos Gitai

Amos Gitai, 2010

Amos Gitai (hebräisch עמוס גיתאי; * 11. Oktober 1950 in Haifa; ursprünglich Amos Weinraub) ist ein israelischer Filmregisseur und Drehbuchautor.

## Leben
Gitais Vater ist der Bauhaus-Architekt Munio Gitai Weinraub (1909–1970). Gitai studierte von 1971 bis 1975 Architektur am Technion in Haifa und ab 1976 an der University of California, Berkeley in Berkeley; 1986 promovierte er in diesem Fach. Erste Filme entstanden 1972. 1973 nahm er als Soldat am Jom-Kippur-Krieg teil. Ab 1977 arbeitete er für das israelische Fernsehen. Zwei seiner Filme wurden wegen angeblicher pro-palästinensischer Haltung nicht ausgestrahlt, er wurde angefeindet und zog 1982 nach Paris. Seit 1993 lebt er wieder in Israel.
Sein Werk umfasst über 60 Filme. Free Zone wurde 2005 auf dem Filmfestival Cannes ausgezeichnet.

## Filmografie (Auswahl)

### Spielfilme
- 1986: Esther, mit Simone Benyamini, Mohammad Bakri und Juliano Mer-Chamis
- 1989: Berlin-Yerushalaim, mit Lisa Kreuzer und Rivka Neuman
- 1991: Golem, l'esprit de l'exil, mit Hanna Schygulla und Vittorio Mezzogiorno
- 1995: Devarim (Things), mit Assi Dayan und Amos Gitai
- 1998: Tag für Tag (Yom Yom)
- 1999: Kadosh
- 2000: Kippur (War Memories), mit Liron Levo und Tomer Ruso
- 2001: Eden, mit Samantha Morton, Thomas Jane und Danny Huston
- 2002: Kedma, mit Andrei Kashkar und Helena Yaralova
- 2002: 11′09″01 – September 11 (israelischer Beitrag), mit Keren Mor, Liron Levo und Tomer Ruso
- 2003: Alila, mit Yaël Abecassis, Uri Klauzner und Hanna Laslo
- 2004: Promised Land, mit Hanna Schygulla und Rosamund Pike
- 2005: Free Zone, mit Natalie Portman und Hanna Laslo
- 2007: Trennung, mit Juliette Binoche, Liron Levo, Barbara Hendricks, Jeanne Moreau und Hiam Abbass
- 2008: Plus tard tu comprendras, mit Jeanne Moreau und Hippolyte Girardot
- 2009: Carmel, mit Amos Gitai (als er selbst), Ben Gitai (als er selbst) und Jeanne Moreau (Off-Stimme)
- 2010: Roses à crédit, mit Léa Seydoux
- 2012: Lullaby to my Father, mit Yaël Abecassis, Jeanne Moreau, Hanna Schygulla
- 2013: Ana Arabia
- 2014: Words With Gods
- 2014: Tsili
- 2018: Un tramway à Jérusalem
- 2018: Letter to A Friend in Gaza
- 2020: Laila in Haifa
- 2024: Shikun
- 2024: Why War

### Dokumentarfilme
- 1978: Wadi Rushima, 16 mm, 36 Min, s/w
- 1979: House Israel, 16 mm, 51 Min, s/w
- 1988: Wadi, Ten Years Later
- 1993: Dans la vallée de la Wupper / Im Tal der Wupper[1][2][3]
- 1996: The Arena of Murder
- 1996: Milim
- 1997: War and Peace in Vesoul
- 1998: Bait be Yerushalayim - A House in Jerusalem, 87 Min, s/w
- 2001: Wadi Grand Canyon, Video, 90 Min
- 2005: News from Home/News from House, Video-Installation, 97 Min, Farbe (bildet zusammen mit den Werken von 1979 und 1998 die Trilogie House)
- 2015: Rabin, the Last Day
- 2017: West of the Jordan River

## Ausstellungen, Performances
- Army Day Horizontal. Army Day Vertical, 3 Filme. Galerie Thaddaeus Ropac, Paris Pantin 2014.
- Correspondence, Efrati Gitai – Letters, Museum of Art, Ein Harod, Israel, 2011
- Traces - Munio Gitai – Weinraub, Museum of Art, Ein Harod, Israel, 2011
- Traces, an installation at the Palais de Tokyo, Paris, 2011[4]
- Lullaby for my father, a video presentation in Kibbutz Kfar Masaryk, Israel, 2010
- The War of the Sons of Light Against the Sons of Darkness, (mit Jeanne Moreau), Festival d'Avignon, Frankreich, 2009
- Traces – Evento, Bordeaux, 2009
- Munio Weinraub / Amos Gitai – Architecture und Film in Israel, Pinakothek der Moderne, ArchitekturMuseum, München, 2008–2009[5]
- Munio Weinraub / Amos Gitai – Architecture and Film in Israel, Tel Aviv Museum, Tel Aviv Museum of Art 2008–2009
- Amos Gitai: Non-Fiction, MoMA (Museum of Modern Art) New York, 2008[6]
- Exhibition in memory of his father Munia Gitai – Weinraub – Amos Gitai, Olivier Cinqualbre and Lionel Richard, Centre Pompidou, Paris 2006
- Public Housing – long video presentation screens, Ein Harod Museum, Herzliya Museum, Saitama Museum of Modern Art, Saitama, Japan, 2000
- Open Shen Zen – Performance,  Helena Rubinstein Pavilion, Tel-Aviv 1998
- Exhibition in memory to his father – Munio Gitai – Weinraub, Jerusalem Museum, Israel, 1994

## Fernsehen
- 2011: Roses à crédit. Fernsehfilm für Orange Cinénovo

## Theater
- 2009 La Guerre des fils de lumière contre les fils des ténèbres. Nach Der jüdische Krieg des Flavius Josephus, Festival d'Avignon, Odéon-Théâtre de l'Europe[7]

## Installation
- 2011: Installation „Traces“, Palais de Tokyo, Paris

## Würdigungen, Preise und Auszeichnungen
- Die Jüdischen Kulturtage im Rheinland zeigten im März 2007 die Trilogie House in Köln, Aachen, Düsseldorf, Wuppertal und Bonn.
- Amos Gitai wurde 2008 bei dem 61. Internationalen Filmfestival von Locarno mit dem Ehrenleoparden ausgezeichnet.
- 2011: Ehrendoktorwürde der Universität Versailles

## Audios
- Ich folge den Ablagerungen der Geschichte in mir (Text inklusive Manuskript), 159.30 Minuten Audio-Version, Deutschlandfunk / Deutschlandfunk Kultur Lange Nacht 27. Januar 2018 (174.03 Minuten) und 13. Januar 2024 (159.30 Minuten), von Heike Brunkhorst und Roman Herzog
- Der israelische Filmemacher Amos Gitai und sein zerrissenes Land „Zeit fürs Steinewerfen - Zeit fürs Steinesammeln“,  SWR2, 5. Juli 2017, 55.51 Minuten (102,28 MB | mp3)